# Abdulellah Al-Malki
Abdulellah Al-Malki (arab. ‏عبد الإله المالكي‎, ur. 11 października 1994 w At-Ta’if) – saudyjski piłkarz występujący na pozycji środkowego pomocnika.